# Die Aufnahmeprüfung
Die Aufnahmeprüfung ist eine deutsche Filmkomödie von Peter Gersina aus dem Jahr 2012.

## Handlung
Ärztin Dr. Susanne Meissner hat eigentlich alles perfekt geplant: Sie will mit ihrem neuen Freund Markus Sedlow in den Ferien an die Nordsee fahren, während ihre Kinder Toni, Valerie und Ludwig wie jeden Sommer zehn Tage mit ihrem Vater Ferdinand, von dem Susanne geschieden ist, in die Berge reisen. Die Kinder kennen Markus noch nicht und Susanne schafft es nicht rechtzeitig, dem 16-jährigen Toni ein wichtiges Detail mitzuteilen: Markus ist Tonis Mathelehrer, der ihm erst vor kurzem bei einer wichtigen Abschlussprüfung einen Spickversuch durchgehen lassen hat. Als Markus zum ersten Mal bei der Familie Meissner erscheint, ist Toni so überrascht wie geschockt. Er zieht sich in sein Zimmer zurück und lehnt Markus ab, auch wenn es der erste Freund der Mutter seit fünf Jahren ist. Ferdinand erscheint kurze Zeit darauf und plant bereits den Aktivurlaub mit den Kindern. Er fällt jedoch über den Familienhund und verstaucht sich das Sprunggelenk. Notgedrungen müssen Susanne und der eher unsportliche Markus mit den Kindern in die Berge fahren.
Die Stimmung ist gespannt und vor allem Toni denkt gar nicht daran, Markus etwas entgegenzukommen. Wie ursprünglich geplant, begibt sich die Familie mit Markus als erstes in den Kletterpark, wo der Lehrer keine gute Figur macht. Beim anschließenden Baden glauben Susanne und Markus, dass Toni Valerie aus Spaß unter Wasser drückt und Markus reagiert unbeherrscht, als Valerie unterzugehen droht und von ihm gerettet werden muss. Toni fühlt sich missverstanden, hatte er Valerie doch nur helfen wollen, die einen Wadenkrampf bekommen hatte. Markus entschuldigt sich bei Toni, doch ist der unversöhnlich. Susanne glaubt, dass Toni so reagiert, weil er sie als Mutter beschützen will. Auf einer Bergwanderung zieht sich Susanne vorzeitig zurück, angeblich, weil sie etwas für die Arbeit erledigen muss. Markus geht mit den Kindern weiter und macht auf einer Berghütte Rast, wo Valerie den 16-jährigen Kilian kennenlernt. Obwohl er ihnen davon abrät, weiter zu einer Sommerrodelbahn zu gehen, setzt Toni seinen Kopf durch. Zu viert geraten sie in ein heftiges Gewitter, aus dem Kilian sie per Jeep rettet. Er fährt sie zur Ferienhütte zurück, wo er sich mit Valerie verabredet. An der Hütte wartet bereits Ferdinand auf sie, der in München eine Spezialschiene erhalten hat und nun mit seinen Kindern die Ferien verbringen will. Vor allem Toni ist begeistert und stellt sich auf Ferdinands Seite. So kommt es, dass Markus und Susanne allein nach Lienz fahren, während Ferdinand mit den Kindern eine Rafting-Tour unternimmt.
Auf Ferdinands Vorschlag hin geht Markus mit ihm einen Trinken. Betrunken kehren sie zur Hütte zurück und Ferdinand deutet an, dass er Silvester mit Susanne verbracht hat. Das macht Markus nachdenklich, war er zu dem Zeitpunkt doch bereits mit Susanne zusammen und verbrachte Silvester allein, weil sie mit Freunden feiern wollte. Bei einem Schwimmausflug am Obersee stellt Markus Susanne zur Rede und die wiegelt ab. Er geht aufgebracht allein zum Ferienhaus zurück. Später gesteht Ferdinand ihr, dass er sie noch liebe, doch weist Susanne ihn zurück. Toni hört das Gespräch mit. Als alle zusammen am letzten Tag eine schwere Klettertour beginnen, fragt Markus Susanne, ob sie zu Silvester mit Ferdinand geschlafen habe. Sie antwortet ihm nicht. Am Berg wiederum deutet Toni ihm gegenüber an, dass zwischen Ferdinand und Susanne einiges geschehen sei, während er geschmollt habe. Markus hat genug und versetzt Ferdinand einen Fausthieb, als er wieder Boden unter den Füßen hat. Auch von Susanne will er nichts mehr wissen und kehrt vorzeitig aus dem Urlaub heim. Ihre Anrufe ignoriert er genauso, wie die Avancen, die ihm seine Nachbarin macht.
Der Arbeitsalltag beginnt wieder und Susanne hat bald genug von Ferdinand, der immer öfter ungefragt in ihrem Haus erscheint. Sie gibt die Kinder für eine Woche zu ihm, wie es im Scheidungsvertrag festgelegt war, doch kann er mit ihnen nicht umgehen und bringt sie nach wenigen Stunden zu ihr zurück. Während Markus sich bei einem Freund ausspricht und er ihm zuredet, zu Susanne zurückzukehren, erkennt Susanne, dass Toni Markus mit Lügen vertrieben hat. Sie geht zu Markus, findet in seiner Wohnung jedoch nur die Nachbarin vor, die sich heimlich Zutritt zur Wohnung verschafft hat. Susanne weint, als sie nach Hause kommt. Toni redet sich vor den Geschwistern raus, dass Markus immer noch ein Manko habe, so habe er gelogen: Er erzählte im Urlaub, dass er als Schüler Juniorenmeister im Achter war, doch sei er nicht auf dem Finalfoto zu sehen, das in der Schule in einer Vitrine zu sehen ist. Markus trifft ihn in der Schule an der Vitrine und zeigt ihm die Mannschaftsaufstellung der Vorläufe: Markus war sogar Kapitän der Mannschaft, durfte jedoch im Finale nicht antreten, weil ein Lehrer ihn für ein kleineres Vergehen strafen wollte. Markus erhielt damals keine zweite Chance, weswegen er sie Toni gab, als der bei seiner Matheprüfung gespickt hat. Toni erkennt seinen Fehler. Heimlich lädt er Markus zum Essen ein, das er mit seinen Geschwistern vorbereitet. Zwar erscheint zunächst ungefragt Ferdinand, der jedoch von den Kindern aus dem Haus geworfen wird, als Markus eintrifft. Es kommt zur Versöhnung von Susanne und Markus, der nun vor der Familie seine Aufnahmeprüfung bestanden hat.

## Produktion

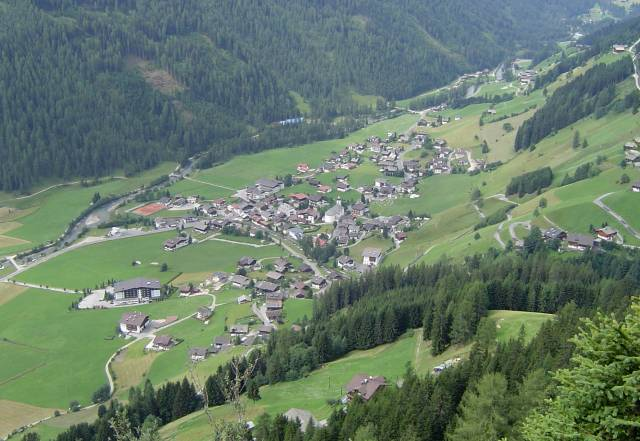
Sankt Jakob in Defereggen, ein Drehort des Films

Die Aufnahmeprüfung wurde vom 3. August bis 4. September 2010 in St. Jakob in Defereggen, Lienz und Umgebung sowie im Raum München gedreht. Der Film erlebte seine Premiere am 24. Oktober 2012 im Kino Cine-X in Lienz. Der Film hatte am 30. November 2012 in Deutschland seine Premiere auf Das Erste. Er erreichte dabei 4,61 Millionenzuschauer und eine Einschaltquote von 15 Prozent.

## Kritiken
Der film-dienst nannte Die Aufnahmeprüfung eine „turbulente (Fernseh-)Familienkomödie um einen durchaus sympathischen Protagonisten, der um die Gunst einer Familie kämpft und eine Reihe von Prüfungen bestehen muss.“ „Seicht wie ein Bächlein plätschert’s so dahin“, schrieb die TV Spielfilm, und kritisierte, dass „der Film […] so seicht daher[plätschert], dass er am Zuschauer komplett vorbeirauscht“. Zwischen dem Liebespaar im Film stimme die Chemie nicht. Quotenmeter.de merkte an, dass der Film wirke, als habe man zahlreiche Szenen so oder so ähnlich bereits in anderen Filmen des Genres gesehen. Die Aufnahmeprüfung besitze kein Alleinstellungsmerkmal und sei eine „oberflächliche Mischung aus Klamauk und Lebenshilfe“.